# Serie A de 1948–49
O Campeonato Italiano de Futebol de 1948–49, denominada oficialmente de Serie A 1948-1949, foi a 47.ª edição da competição máxima do futebol italiano e a 17.ª edição da Serie A.
O campeão foi o Torino que conquistou seu 6.º título na história do Campeonato Italiano, 5.º consecutivo (se não considerarmos o período de pausa devido à Segunda Guerra Mundial). O artilheiro foi István Nyers, da Internazionale (26 gols). Essa conquista do Torino ficou marcada pelo desastre aéreo na Basílica de Superga. Todos os tripulantes do avião morreram. O restante das partidas o Torino disputou com equipe juvenil. Em respeito as vítimas da tragédia todos os clubes italianos disputaram as últimas partidas com equipes juvenis.

## Eventos
Após a restauração do campeonato comum da Serie B, a FIGC decidiu voltar a dois rebaixamentos apenas da Serie A.

## Classificação
| Pos. | Equipes        | Pts | J  | V  | E  | D  | GP | GC | SG  | Classificação ou Rebaixamento             |
| ---- | -------------- | --- | -- | -- | -- | -- | -- | -- | --- | ----------------------------------------- |
| 1    | Torino         | 60  | 38 | 25 | 10 | 3  | 78 | 34 | 44  | Campeão                                   |
| 2    | Internazionale | 55  | 38 | 22 | 11 | 5  | 85 | 39 | 46  |                                           |
| 3    | Milan          | 50  | 38 | 21 | 8  | 9  | 83 | 52 | 31  |                                           |
| 4    | Juventus       | 44  | 38 | 18 | 8  | 12 | 64 | 47 | 17  |                                           |
| 5    | Sampdoria      | 41  | 38 | 16 | 9  | 13 | 74 | 63 | 11  |                                           |
| 5    | Bologna        | 41  | 38 | 12 | 17 | 9  | 53 | 46 | 7   |                                           |
| 7    | Genoa          | 40  | 38 | 14 | 12 | 12 | 51 | 51 | 0   |                                           |
| 8    | Lucchese       | 38  | 38 | 14 | 10 | 14 | 55 | 55 | 0   |                                           |
| 8    | Triestina      | 38  | 38 | 13 | 12 | 13 | 59 | 59 | 0   |                                           |
| 8    | Fiorentina     | 38  | 38 | 15 | 8  | 15 | 51 | 60 | −9  |                                           |
| 11   | Palermo        | 36  | 38 | 14 | 8  | 16 | 57 | 58 | −1  |                                           |
| 11   | Padova         | 36  | 38 | 12 | 12 | 14 | 45 | 64 | −19 |                                           |
| 13   | Lazio          | 34  | 38 | 11 | 12 | 15 | 60 | 62 | −2  |                                           |
| 14   | Roma           | 32  | 38 | 12 | 8  | 18 | 47 | 57 | −10 |                                           |
| 15   | Novara         | 31  | 38 | 12 | 7  | 19 | 52 | 74 | −22 |                                           |
| 15   | Atalanta       | 31  | 38 | 11 | 9  | 18 | 40 | 58 | −18 |                                           |
| 17   | Pro Patria     | 30  | 38 | 11 | 8  | 19 | 51 | 61 | −10 |                                           |
| 17   | Bari           | 30  | 38 | 10 | 10 | 18 | 30 | 50 | −20 |                                           |
| 19   | Modena         | 29  | 38 | 9  | 11 | 18 | 36 | 49 | −13 | Zona de rebaixamento à Serie B de 1949–50 |
| 20   | Livorno        | 26  | 38 | 9  | 8  | 21 | 39 | 71 | −32 | Zona de rebaixamento à Serie B de 1949–50 |

## Premiação
| Serie A de 1948–49          |
| Piemonte                    |
| --------------------------- |
| TORINO Campeão (6.º título) |

## Artilheiros
| Pos. | Jogador              | Equipe         | Gols |
| ---- | -------------------- | -------------- | ---- |
| 1    | István Nyers         | Internazionale | 26   |
| 2    | Amedeo Amadei        | Internazionale | 22   |
| 3    | István Mike Mayer    | Bologna        | 20   |
| 4    | Carlo Stradella      | Livorno        | 19   |
| 5    | Riccardo Carapellese | Milan          | 17   |
| 6    | Valentino Mazzola    | Torino         | 16   |
| 6    | Gunnar Nordahl       | Milan          | 16   |
| 8    | Giuseppe Baldini     | Sampdoria      | 15   |
| 8    | Renato Gei           | Sampdoria      | 15   |
| 8    | Giampiero Boniperti  | Juventus       | 15   |
| 8    | John Hansen          | Juventus       | 15   |
| 8    | Bruno Ispiro         | Triestina      | 15   |
| 8    | Ugo Conti            | Lucchese       | 15   |
| 14   | Silvio Piola         | Novara         | 14   |
| 14   | Adriano Bassetto     | Sampdoria      | 14   |